# Референдумы в Швейцарии (2018)
Референдумы в Швейцарии проходили 4 марта, 10 июня, 23 сентября и 25 ноября 2018 года. Всего в 2018 году прошло десять голосований.

## Мартовские референдумы
Два референдума прошли 4 марта. Первый касался Федерального декрета по новому финансовому регулированию 2021, который расширял право федерального правительства облагать налогом на добавленную стоимость и прямым федеральным налогом до 2035 года. Декрет был одобрен 84% голосов «за». Второй референдум был гражданской инициативой «Да — отмене оплаты за радио и телевидение». Инициатива была направлена на отмену оплаты лицензии, которая обеспечивает бо́льшую часть фондов Швейцарского общества радио и телевидения, швейцарской общественной организации, осуществляющей телерадиовещание. Это предложение в 2017 году было отвергнуто Федеральным собранием страны,. Референдум также отверг предложение 72% голосов «против».

### Результаты
| Вопрос                                          | «За»      | «За» | «Против»  | «Против» | Недейств./ пустых бюлл. | Всего голосов | Действ. бюлл. | Явка  | Кантонов «За» | Кантонов «За» | Кантонов «Против» | Кантонов «Против» | Результат |
| Вопрос                                          | Голоса    | %    | Голоса    | %        | Недейств./ пустых бюлл. | Всего голосов | Действ. бюлл. | Явка  | Кантонов      | Полу кантонов | Кантонов          | Полу кантонов     | Результат |
| ----------------------------------------------- | --------- | ---- | --------- | -------- | ----------------------- | ------------- | ------------- | ----- | ------------- | ------------- | ----------------- | ----------------- | --------- |
| Финансовое регулирование 2021                   | 2 358 086 | 84,1 | 445 464   | 15,9     | 100 497                 | 2 904 047     | 5 391 090     | 53,87 | 20            | 6             | 0                 | 0                 | Одобрен   |
| Отмена оплаты за радио и телевидение            | 833 837   | 28,4 | 2 098 302 | 71,6     | 24 215                  | 2 956 354     | 5 391 090     | 54,84 | 0             | 0             | 20                | 6                 | Отвергнут |
| Источник: Федеральная канцелярия Швейцарии 1, 2 |           |      |           |          |                         |               |               |       |               |               |                   |                   |           |

## Июньские референдумы
Два референдума были проведены 10 июня 2018 года: по инициативе Суверенных денег и Федеральный акт по азартным играм.
Инициатива Суверенных денег предполагала дать Национальному банку Швейцарии исключительное право на эмиссию денег, включая банковские деньги. Инициатива была запущена Ассоциацией монетарной модернизации, швейцарской негосударственной организацией, без поддержки каких-либо политических партий. Сбор подписей начался 3 июня 2014 года, а заявка на проведение референдума была подана в Федеральную канцелярию 1 декабря 2015 года после того, как было собрано более 110 тыс. подписей, несмотря на технический характер предложения и без поддержки каких-либо партий или общественных организаций. Инициатива не касалась эмиссии банкнот или чеканки монет, что является монополией Национального банка по Конституции Швейцарии. Федеральное собрание рекомендовало отвергнуть предложение. Национальный банк Швейцарии также выступал против референдума

### Результаты
| Вопрос                                          | «За»      | «За» | «Против»  | «Против» | Недейств./ пустых бюлл. | Всего голосов | Действ. бюлл. | Явка | Кантонов «За» | Кантонов «За» | Кантонов «Против» | Кантонов «Против» | Результат |
| Вопрос                                          | Голоса    | %    | Голоса    | %        | Недейств./ пустых бюлл. | Всего голосов | Действ. бюлл. | Явка | Кантонов      | Полу кантонов | Кантонов          | Полу кантонов     | Результат |
| ----------------------------------------------- | --------- | ---- | --------- | -------- | ----------------------- | ------------- | ------------- | ---- | ------------- | ------------- | ----------------- | ----------------- | --------- |
| Референдум по суверенным деньгам Швейцарии      | 442 387   | 24,3 | 1 379 448 | 75,7     |                         |               |               | 33,8 | 0             | 0             | 20                | 6                 | Отвергнут |
| Федеральный акт по азартным играм               | 1 325 982 | 72,9 | 492 247   | 27,1     |                         |               | 33,7          |      |               |               |                   | Одобрен           |           |
| Источник: Федеральная канцелярия Швейцарии 1, 2 |           |      |           |          |                         |               |               |      |               |               |                   |                   |           |

## Сентябрьские референдумы
Три референдума прошли 23 сентября 2018 года. Первый требовал федеральное правительство рассматривать велодорожки по тому же принципу, что и пешеходные и горные тропы. Второй референдум предлагал федеральному правительству стимулировать пищевые продукты, полученные экологически чистым, гуманным и справедливым путём. Третий референдум фокусировался на сельскохозяйственной политике в отношении небольших и семейных хозяйств и стимулировании устойчивого, диверсифицированного и ГМО-несодержащего сельского хозяйства. Референдум по велодорожкам был одобрен, тогда как инициативы по пищевым продуктам и сельскому хозяйству были отклонены.

### Результаты
| Вопрос                                             | «За»      | «За» | «Против»  | «Против» | Недейств./ пустых бюлл. | Всего голосов | Действ. бюлл. | Явка | Кантонов «За» | Кантонов «За» | Кантонов «Против» | Кантонов «Против» | Результат |
| Вопрос                                             | Голоса    | %    | Голоса    | %        | Недейств./ пустых бюлл. | Всего голосов | Действ. бюлл. | Явка | Кантонов      | Полу кантонов | Кантонов          | Полу кантонов     | Результат |
| -------------------------------------------------- | --------- | ---- | --------- | -------- | ----------------------- | ------------- | ------------- | ---- | ------------- | ------------- | ----------------- | ----------------- | --------- |
| Инициатива по велодорожкам                         | 1 475 165 | 73,6 | 529 268   | 26.,4    |                         |               |               | 37,1 | 20            | 6             | 0                 | 0                 | Одобрен   |
| Инициатива по справедливо произведённым продуктам  | 774 827   | 38,7 | 1 227 301 | 61,3     |                         |               | 37,0          | 4    | 0             | 16            | 6                 | Отвергнут         |           |
| Сельскохозяйственная политика                      | 628 463   | 31,6 | 1 358 712 | 68,4     |                         |               |               | 36,7 | 4             | 0             | 16                | 6                 | Отвергнут |
| Источник: Федеральная канцелярия Швейцарии 1, 2, 3 |           |      |           |          |                         |               |               |      |               |               |                   |                   |           |

## Ноябрьские референдумы
25 ноября прошли три референдума. Первый референдум — по народной инициативе «За достоинство сельскохозяйственных животных (Инициатива за коров с рогами)» о запрете фермерам содержать безрогих коров исключительно по экономическим причинам и компенсации фермерам экономических потерь. Второй референдум — по народной инициативе «О швейцарском праве в случае иностранных судей (Инициатива о самоопределении)» касался предложения о преимуществе Швейцарской конституции над международными законами в случае, если они противоречат друг другу. Третий — факультативный референдум по федеральному закону от 16 марта 2018 года, который разрешает страховым компаниям нанимать частных детективов для слежки за подозреваемыми в злоупотреблении привилегиями социального страхования

### Результаты
| Вопрос                                                        | «За»      | «За» | «Против»  | «Против» | Недейств./ пустых бюлл. | Всего голосов | Действ. бюлл. | Явка | Кантонов «За» | Кантонов «За» | Кантонов «Против» | Кантонов «Против» | Результат |
| Вопрос                                                        | Голоса    | %    | Голоса    | %        | Недейств./ пустых бюлл. | Всего голосов | Действ. бюлл. | Явка | Кантонов      | Полу кантонов | Кантонов          | Полу кантонов     | Результат |
| ------------------------------------------------------------- | --------- | ---- | --------- | -------- | ----------------------- | ------------- | ------------- | ---- | ------------- | ------------- | ----------------- | ----------------- | --------- |
| Компенсации фермерам за содержание рогатых коров              | 1,145,099 | 45.3 | 1,383,911 | 54.7     |                         |               |               | 46.7 | 4             | 2             | 16                | 4                 | Отвергнут |
| Преимущество Швейцарской конституции над международным правом | 872,803   | 33.8 | 1,712,999 | 66.2     |                         |               | 47.7          | 0    | 0             | 20            | 6                 | Отвергнут         |           |
| Разрешение страховым компаниям нанимать частных детективов    | 1,666,844 | 64.7 | 910,326   | 35.3     |                         |               | 47.5          |      |               |               |                   | Одобрен           |           |
| Источник: Федеральная канцелярия Швейцарии 1, 2, 3            |           |      |           |          |                         |               |               |      |               |               |                   |                   |           |